# Vlag van Grâce-Hollogne
De vlag van Grâce-Hollogne is op onbekende datum bij raadsbesluit vastgesteld als de vlag van de Luikse gemeente Grâce-Hollogne. De vlag kan als volgt worden beschreven:
Elf horizontaal banen van wit en blauw, met een rode leeuw met gele kroon, tong en klauwen, zich verticaal uitstrekkend over negen middelste banen.
De vlag komt overeen met het vlagontwerp van de Raad van Heraldiek en Vexillologie (Frans: Conseil d’héraldique et de vexillologie). De vlag is volledig gebaseerd op het gemeentewapen en ziet er dus helemaal hetzelfde uit. Dit gemeentevlag is identiek aan de vlag van Belgisch Luxemburg.

Vlag van Luxemburg (provincie)